# 賴瑟巴赫河 (瓦爾德納布河支流)
49°44′38″N 12°10′35″E / 49.74377°N 12.17627°E
賴瑟巴赫河是德國的河流，位於該國東南部，由巴伐利亞負責管轄，屬於瓦爾德納布河的左支流，河道全長4公里，流域面積4.8平方公里。